# German (Gotzias)
German (gr. Γερμανός, Germanos, imię świeckie Jeorjos Godzias; ur. 1771 w Dimitsanie, zm. 1826 w Nauplionie) – grecki biskup prawosławny. Według tradycji narodowej Greków rozpoczął wojnę o niepodległość Grecji, wznosząc w dniu 25 marca 1821 pierwszy sztandar powstańczy i nakazując zebranym podjąć walkę z Imperium Osmańskim.

## Życiorys
Pochodził z Peloponezu. Podstawowe wykształcenie uzyskał w rodzinnej miejscowości, następnie w Argos. Został tam dostrzeżony przez metropolitę Nauplionu i Argos Jakuba, który mianował go sekretarzem eparchii. Wkrótce potem Jeorjos Gotzias złożył wieczyste śluby mnisze, przyjmując imię German, po czym został wyświęcony na hierodiakona. Następnie udał się do Smyrny. Po wyborze miejscowego metropolity Grzegorza na patriarchę Konstantynopola w 1797 wyjechał razem z nim do Konstantynopola i otrzymał godność archidiakona. Po roku Grzegorz stracił urząd i musiał udać się do jednego z klasztorów Athosu. Archidiakon German wyjechał razem z nim.
W 1806 przyjął chirotonię biskupią i został ordynariuszem metropolii Patras. W latach 1815–1818 był czasowym członkiem Świętego Synodu Kościoła i przebywał w Konstantynopolu. Prawdopodobnie w tym okresie dowiedział się o istnieniu tajnej greckiej organizacji niepodległościowej Filiki Eteria i został jej członkiem. Uczestniczył następnie w przygotowaniach do zbrojnego wystąpienia Greków przeciwko Turkom.
Według legendy, utrwalonej w greckiej tradycji narodowej, 25 marca 1821, w święto Zwiastowania, w czasie nabożeństwa w monasterze Święta Ławra (Agia Lawra) k. miejscowości Kalawrita metropolita Herman wzniósł sztandar ze sceną Zaśnięcia Matki Bożej, po czym wezwał zgromadzonych do walki z Imperium Osmańskim. W ten sposób miała rozpocząć się wojna o niepodległość Grecji. Zdaniem historyków podobne wydarzenie faktycznie miało miejsce, jednak w mieście Patras, natomiast skoordynowane walki wybuchły o tydzień wcześniej, w okręgu Mani, którego mieszkańcy pierwszą taką przysięgę złożyli w mieście Areopolis już 17 marca 1821. Zdaniem niektórych autorów nieskoordynowane wystąpienia antytureckie trwać miały już od początku marca.

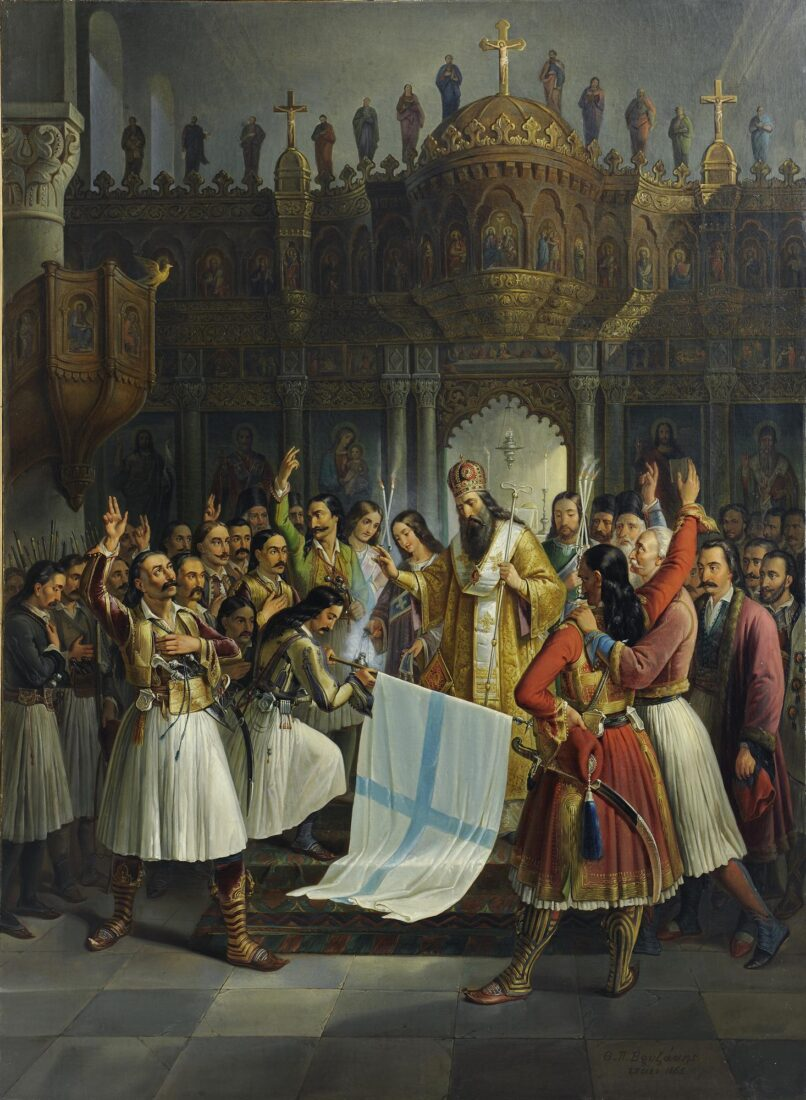
Arcybiskup Germanos w greckiej legendzie narodowej

Metropolita German brał udział w życiu politycznym okresu powstania, popierając umiarkowane skrzydło wśród powstańców. Między grudniem 1821 a styczniem 1822 zasiadał w I Zgromadzeniu Narodowym w Epidauros. W październiku 1822 udał się do Włoch, by ubiegać się u papieża o jego poparcie dla Greków przed rządami zachodnioeuropejskimi. On i inni delegaci nie zostali jednak dopuszczeni nawet na audiencję, chociaż obiecali, że podejmą z papieżem rozmowy o zawarciu nowej unii kościelnej. 
German wrócił do Grecji w sierpniu 1824. Bezskutecznie usiłował gasić wewnętrzne walki między różnymi stronnictwami w obozie powstańców, widząc fiasko swoich starań osiedlił się w monasterze w Nezerze. Tam został na krótko aresztowany przez jedno ze stronnictw; pobyt w odosobnieniu nadwątlił jego zdrowie. W 1826 wziął jeszcze udział w posiedzeniach III Zgromadzenia Narodowego w Nauplion. W tym samym roku zmarł na tyfus. Spisał wspomnienia.